# Erlichmanite
L'erlichmanite è un minerale del gruppo della Pirite, composta da 2 atomi di Osmio